# 中华人民共和国国务院
中华人民共和国国务院，简称国务院，即中华人民共和国中央人民政府，是中华人民共和国的最高行政机关，也是中华人民共和国最高权力机关（即全国人民代表大会）的执行机关。国务院按照《中华人民共和国宪法》及《中华人民共和国国务院组织法》制定《国务院工作规则》来指导日常工作及活动。国务院实行总理负责制，国务院总理全面负责日常事务，主持召开国务院常务会议、全体会议，签发国务院令并拥有最后决策权，对外作为国家的政府首脑代表中华人民共和国政府。
国务院全体会议由总理、副总理、国务委员、各部部长、各委员会主任、中国人民银行行长、审计署审计长、国务院秘书长组成，国务院常务会议由总理、副总理、国务委员及秘书长组成。二者均由总理主持召开，前者一般每半年召开一次，后者则每月召开2—3次，如有需要可随时召开。
国务院的前身为1949年成立的中央人民政府政务院。1954年，第一部《中华人民共和国宪法》使国务院取代了原政务院的行政职能至今。目前，国务院行政机构根据职能分为国务院办公厅、国务院组成部门、国务院直属机构、国务院办事机构、国务院组成部门管理的国家行政机构和国务院议事协调机构。国务院组成部门管理的国家行政机构由国务院组成部门管理，主管特定业务，行使行政管理职能。地方各级人民政府及香港、澳门特别行政区政府均受中央人民政府管辖。

## 沿革
1954年9月，中华人民共和国第一届全国人民代表大会第一次会议召开，会议通过了《中华人民共和国宪法》和《中华人民共和国国务院组织法》等。按照《宪法》的规定，中华人民共和国全国人民代表大会是国家最高权力机关；国务院则是最高国家权力机关的执行机关，是最高国家行政机关。
中华人民共和国国务院的前身是成立于1949年10月1日的中央人民政府政务院，但是政务院在地位上低于、职权范围小于国务院：国务院等于中央人民政府，政务院仅是中央人民政府的组成机构。政务院並無管理军事的职权，故其下不设国防部。
自1982年以來，國務院已經進行了多次機構改革，平均每五年隨政府換屆而調整一次，最近的一次調整在2023年。國務院組成部門已由1982年之前的100個部門減到26個。

## 职责
根据《中华人民共和国宪法》第八十九条，中华人民共和国国务院行使下列职权：
1. 根据宪法和法律，规定行政措施，制定行政法规，发布决定和命令；
2. 向全国人民代表大会或者全国人民代表大会常务委员会提出议案；
3. 规定各部和各委员会的任务和职责，统一领导各部和各委员会的工作，并且领导不属于各部和各委员会的全国性的行政工作；
4. 统一领导全国地方各级国家行政机关的工作，规定中央和省、自治区、直辖市的国家行政机关的职权的具体划分；
5. 编制和执行国民经济和社会发展计划和国家预算；
6. 领导和管理经济工作和城乡建设、生态文明建设；
7. 领导和管理教育、科学、文化、卫生、体育和计划生育工作；
8. 领导和管理民政、公安、司法行政等工作；
9. 管理对外事务，同外国缔结条约和协定；
10. 领导和管理国防建设事业；
11. 领导和管理民族事务，保障少数民族的平等权利和民族自治地方的自治权利；
12. 保护华侨的正当的权利和利益，保护归侨和侨眷的合法的权利和利益；
13. 改变或者撤销各部、各委员会发布的不适当的命令、指示和规章；
14. 改变或者撤销地方各级国家行政机关的不适当的决定和命令；
15. 批准省、自治区、直辖市的区域划分，批准自治州、县、自治县、市的建置和区域划分；
16. 依照法律规定决定省、自治区、直辖市的范围内部分地区进入紧急状态；
17. 审定行政机构的编制，依照法律规定任免、培训、考核和奖惩行政人员；
18. 全国人民代表大会和全国人民代表大会常务委员会授予的其他职权。

## 机构设置
第十四届国务院设置国务院办公厅和26个组成部门（包括各部、各委员会、中国人民银行和审计署），1个国务院直属特设机构、14个直属机构，2个办事机构、7个直属事业单位、17个部委管理的国家局和若干国务院议事协调机构。

### 国务院办公厅
国务院办公厅是国务院的综合性日常办公机构，协助国务院领导同志处理国务院日常工作。

### 国务院组成部门
国务院的组成部门由全国人民代表大会决定设置的正部级机构，其性质类似于内阁组成单位，负责领导和管理某一方面的行政事务，行使特定的国家行政权力，其行政首长均为国务院组成人员。
除国务院办公厅外，第十四届国务院设置组成部门26个：
- 中华人民共和国外交部
- 中华人民共和国国防部
- 中华人民共和国国家发展和改革委员会
- 中华人民共和国教育部
- 中华人民共和国科学技术部
- 中华人民共和国工业和信息化部
- 中华人民共和国国家民族事务委员会
- 中华人民共和国公安部
- 中华人民共和国国家安全部
- 中华人民共和国民政部
- 中华人民共和国司法部
- 中华人民共和国财政部
- 中华人民共和国人力资源和社会保障部
- 中华人民共和国自然资源部
- 中华人民共和国生态环境部
- 中华人民共和国住房和城乡建设部
- 中华人民共和国交通运输部
- 中华人民共和国水利部
- 中华人民共和国农业农村部
- 中华人民共和国商务部
- 中华人民共和国文化和旅游部
- 中华人民共和国国家卫生健康委员会
- 中华人民共和国退役军人事务部
- 中华人民共和国应急管理部
- 中国人民银行
- 中华人民共和国审计署

（教育部对外保留国家语言文字工作委员会牌子。工业和信息化部对外保留国家航天局、国家原子能机构牌子。人力资源和社会保障部加挂国家外国专家局牌子。自然资源部对外保留国家海洋局牌子。生态环境部对外保留国家核安全局牌子。农业农村部加挂国家乡村振兴局牌子。）

### 国务院直属特设机构
国务院直属特设机构是国务院为管理某类特殊的事项或履行特殊的职能而单设立的机构。第十四届国务院设置直属特设机构1个：
- 国务院国有资产监督管理委员会

### 国务院直属机构
国务院直属机构是国务院为管理某项专门业务或特定事务设置的机构，承担国务院的某项专门业务，具有独立的行政管理职能。国务院直属机构的行政地位低于组成部门，其设立、撤销或变动由国务院全体会议讨论决定。直属机构的行政首长经国务院常务会议讨论决定，由总理任免，直属机构行政长官不属于国务院的组成人员。第十四届国务院设置直属机构14个：
- 中华人民共和国海关总署
- 国家税务总局
- 国家市场监督管理总局
- 国家金融监督管理总局
- 中国证券监督管理委员会
- 国家广播电视总局
- 国家体育总局
- 国家信访局（副部级）
- 国家统计局（副部级）
- 国家知识产权局（副部级）
- 国家国际发展合作署（副部级）
- 国家医疗保障局（副部级）
- 国务院参事室（副部级）
- 国家机关事务管理局（副部级）

（国家市场监督管理总局对外保留国家反垄断局、国家认证认可监督管理委员会、国家标准化管理委员会牌子。国家新闻出版署（国家版权局）在中央宣传部加挂牌子，由中央宣传部承担相关职责。国家宗教事务局在中央统战部加挂牌子，由中央统战部承担相关职责。）

### 国务院办事机构
国务院办事机构是国务院内部设立的、协助总理办理专门事项的机构，不具有独立的行政管理职能。国务院办事机构的设立、合併及撤销，由国务院决定，其行政首长由国务院总理任免。第十四届国务院设置办事机构1个：
- 国务院研究室

（国务院侨务办公室在中央统战部加挂牌子，由中央统战部承担相关职责。国务院港澳事务办公室在中共中央港澳工作办公室加挂牌子，由中共中央港澳工作办公室承担相关职责。国务院台湾事务办公室与中共中央台湾工作办公室、国家互联网信息办公室与中央网络安全和信息化委员会办公室，一个机构两块牌子，列入中共中央直属机构序列。国务院新闻办公室在中央宣传部加挂牌子，由中央宣传部承担相关职责。）

### 国务院直属事业单位
国务院直属事业单位为事业编制，不属于行政机构，由国务院授权其中一些单位行使一定的行政职能，第十四届国务院设置直属事业单位7个：
- 新华通讯社
- 中国科学院
- 中国社会科学院
- 中国工程院
- 国务院发展研究中心
- 中央广播电视总台
- 中国气象局（副部级）

（国家行政学院与中共中央党校，一个机构两块牌子，作为党中央直属事业单位。）

### 国务院部委管理的国家局
国务院部委管理的国家局主管特定业务，行使行业行政管理职能，均為副部級單位。第十四届国务院设置部委管理的国家局17个：
- 国家粮食和物资储备局，由国家发展和改革委员会管理
- 国家能源局，由国家发展和改革委员会管理
- 国家数据局，由国家发展和改革委员会管理
- 国家国防科技工业局，由工业和信息化部管理
- 国家烟草专卖局，由工业和信息化部管理
- 国家移民管理局，由公安部管理
- 国家林业和草原局，由自然资源部管理
- 国家铁路局，由交通运输部管理
- 中国民用航空局，由交通运输部管理
- 国家邮政局，由交通运输部管理
- 国家文物局，由文化和旅游部管理
- 国家中医药管理局，由国家卫生健康委员会管理
- 国家疾病预防控制局，由国家卫生健康委员会管理
- 国家矿山安全监察局，由应急管理部管理
- 国家消防救援局，由应急管理部管理
- 国家外汇管理局，由中国人民银行管理
- 国家药品监督管理局，由国家市场监督管理总局管理

（国家移民管理局加挂中华人民共和国出入境管理局牌子。国家林业和草原局加挂国家公园管理局牌子。国家公务员局在中央组织部加挂牌子，由中央组织部承担相关职责。国家档案局与中央档案馆、国家保密局与中央保密委员会办公室、国家密码管理局与中央密码工作领导小组办公室，一个机构两块牌子，列入中共中央直属机关的下属机构序列。）

### 国务院派出机构
国务院派出机构是指国务院（中央人民政府）在一定区域或组织内设立、授权实施某方面行政管理职能的代表机构。第十四届国务院设置派出机构0个（以下3个国务院派出机构均列入中共中央直属机构序列，不计入国务院机构个数）：
- 中央人民政府驻香港特别行政区联络办公室
- 中央人民政府驻澳门特别行政区联络办公室
- 中央人民政府驻香港特别行政区维护国家安全公署（副部级）

（中央人民政府驻香港特别行政区联络办公室与中共中央香港工作委员会，中央人民政府驻澳门特别行政区联络办公室与中共中央澳门工作委员会，一个机构两块牌子，列入中共中央直属机关序列。中央人民政府驻香港特别行政区维护国家安全公署，列入中共中央直属机关序列。）

## 规章制度
中华人民共和国国务院根据《中华人民共和国宪法》、《中华人民共和国国务院组织法》、《国务院行政机构设置和编制管理条例》、《国务院工作规则》开展工作。
现行《中华人民共和国宪法》第八十六条和《中华人民共和国国务院组织法》第二条规定，国务院组成人员包括总理、副总理若干人、国务委员若干人、各部部长、各委员会主任、 中国人民银行行长、审计署审计长和国务院秘书长，相当于内阁成员。全体国务院组成人员组成国务院全体会议。而总理、副总理若干人、国务委员、国务院秘书长是国务院常务会议组成人员。
国务院总理由中华人民共和国主席提名，全国人民代表大会决定，再由国家主席根据全国人大的决定任免。国务院副总理、国务委员、各部部长、各委员会主任、中国人民银行行长、审计长、秘书长的人选由国务院总理提名，全国人大决定，国家主席任免；在全国人民代表大会闭会期间，根据国务院总理的提名，由全国人民代表大会常务委员会决定部长、委员会主任、审计长、秘书长的人选，国家主席任免。每届国务院任期5年，与全国人大相同；总理、副总理、国务委员连续任职不可以超过两届。

### 总理负责制
国务院实行总理负责制。总理全面领导国务院工作，总理代表国务院对全国人大及其常委会负责；副总理、国务委员协助总理工作，并与国务院秘书长、各部部长、各委员会主任、中国人民银行行长、审计署审计长一起对总理负责；国务院工作中的重大问题，总理具有最后决策权；总理有权向全国人大及其常委会提出副总理、国务委员、各部部长、各委员会主任、中国人民银行行长、审计署审计长、国务院秘书长的任免人选。国务院发布的决定、命令和行政法规，向全国人大及其常委会提出的议案，任免行政人员，须由总理签署，才具法律效力。

### 分工制度
国务院实行分工制。副总理协助总理工作；总理出国访问期间，由负责常务工作的副总理代行总理职务。国务委员受总理或国务院常务会议的委托，负责某些方面的工作或重大的专项任务，并且可以代表国务院进行外事活动。国务院秘书长在总理领导下负责处理国务院的日常工作。国务院部、委、行、署是国务院的职能机构。在国务院统一领导下，负责领导和管理某一方面的行政事务，行使特定的国家行政权力；其行政首长均为国务院组成人员。各部、各委员会实行部长、主任负责制。各部长、各委员会主任领导本部门的工作，召集和主持部务会议或委员会议、委务会议；签署上报国务院的重要报告和下达的命令、指示。审计署审计长负责国家财政和财务收支活动的监督工作。

### 会议制度
《中华人民共和国宪法》第八十八条规定，“总理、副总理、国务委员、秘书长组成国务院常务会议。总理召集和主持国务院常务会议和国务院全体会议。”《中华人民共和国国务院组织法》第四条规定，“国务院工作中的重大问题，必须经国务院常务会议或者国务院全体会议讨论决定。”国务院的会议制度由《国务院工作规则》第十八条规定，国务院实行国务院全体会议和国务院常务会议制度。

#### 全体会议
根据《国务院工作规则》第十九条规定，国务院全体会议由总理召集和主持。总理、副总理、国务委员、各部部长、各委员会主任、人民银行行长、审计长、秘书长为国务院全体会议组成人员。国务院全体会议一般每半年召开一次，根据需要可安排其他有关部门、单位负责人列席会议。
国务院全体会议讨论决定国务院工作中的重大事项，部署国务院的重要工作。

#### 常务会议
根据《国务院工作规则》第二十条规定，国务院常务会议由总理召集和主持。国务院总理、副总理、国务委员、秘书长为国务院常务会议组成人员。国务院常务会议一般每月召开2-3次，根据需要可安排有关部门、单位负责人列席会议。
国务院常务会议讨论决定国务院工作中的重要事项，讨论法律草案、审议行政法规草案，通报和讨论其他重要事项。

#### 总理办公会议
2004年以前不定期召开，于第十届国务院任期内的2004年初被取消。后于第十四届国务院任期内的2023年初被恢复。根据第十四届国务院《国务院工作规则》第二十条规定，国务院根据需要召开总理办公会议，会议由总理主持召开，研究、处理国务院工作中的重要事项。议题由总理确定，与议题相关的国务院领导，有关部门和单位负责人参加。

#### 工作会议
国务院领导人出席的党和政府主要“工作会议”包括但不限于：国务院廉政工作会议（总理主持）、中央经济工作会议、中央农村工作会议、中央民族工作会议、中央林业工作会议、西藏工作座谈会、新疆工作座谈会、全国金融工作会议、全国卫生工作会议、全国科技工作会议、全国宗教工作会议、全国水利工作会议、全国能源工作会议、全国安全生产工作会议

### 印章与印鉴
中華人民共和國國務院的印章，直徑6厘米，中央刊中华人民共和国国徽，國徽外刊機關名稱，自左而右環行，由國務院自製。「中华人民共和国国徽印鉴」由国务院办公厅秘书一局負責管理。

## 历任领导
另见：国务院的前身——中央人民政府政务院（1949年10月至1954年9月）

### 第一届国务院（1954年9月至1959年4月）
- 总理：周恩来
- 副总理：陈云、林彪、彭德怀、邓小平、邓子恢、贺龙、陈毅、乌兰夫、李富春、李先念，后任命副总理：聂荣臻、薄一波
- 秘书长：习仲勋

### 第二届国务院（1959年4月至1965年1月）
- 总理：周恩来
- 副总理：陈云、林彪、彭德怀、邓小平、邓子恢、贺龙、陈毅、乌兰夫、李富春、李先念、聂荣臻、薄一波、谭震林、陆定一、罗瑞卿、习仲勋
- 秘书长：习仲勋（兼任）

### 第三届国务院（1965年1月至1975年1月）
- 总理：周恩来
- 副总理：林彪、陈云、邓小平、贺龙、陈毅、柯庆施、乌兰夫、李富春、李先念、谭震林、聂荣臻、薄一波、陆定一、罗瑞卿、陶铸、谢富治
- 秘书长：周荣鑫

### 第四届国务院（1975年1月至1978年3月）
- 总理：周恩来（1976年1月8日周恩来病逝）
  - 代总理：华国锋（1976年2月2日起）
  - 后任命总理：华国锋（1976年4月7日起）
- 副总理：邓小平、张春桥、李先念、陈锡联、纪登奎、华国锋、陈永贵、吴桂贤（女）、王震、余秋里、谷牧、孙健

### 第五届国务院（1978年3月至1983年6月）

#### 改组前（1978年3月至1982年5月4日）
- 总理：华国锋（1980年9月10日辞职），后任命总理：赵紫阳
- 副总理：邓小平、李先念、徐向前、纪登奎、余秋里、陈锡联、耿飚、陈永贵、方毅、王震、谷牧、康世恩、陈慕华（女），后陆续增补副总理：王任重、陈云、薄一波、姚依林、姬鹏飞、赵紫阳、万里、杨静仁、张爱萍、黄华
- 秘书长：姬鹏飞（1981年3月6日免去），后任命秘书长：金明（1979年6月12日），后任命秘书长：杜星垣

1982年5月4日第五届全国人民代表大会常务委员会第二十三次会议决定对国务院组成人员进行重大调整，增设国务委员职务。国务委员在行政待遇上和副总理同级。

#### 改组后（1982年5月4日至1983年6月）
- 总理：赵紫阳
- 副总理：万里、姚依林
- 国务委员：余秋里、耿飚、方毅、谷牧、康世恩、陈慕华（女）、薄一波、姬鹏飞、黄华、张劲夫，后增补国务委员：张爱萍
- 秘书长：杜星垣
- 顾问：钱之光、刘澜波、李强、曾生

### 第六届国务院（1983年6月至1988年4月）
- 总理：赵紫阳（1987年11月辞职）
  - 代总理：李鹏
- 副总理：万里、姚依林、李鹏、田纪云，后任命副总理：乔石
- 国务委员：方毅、谷牧、康世恩、陈慕华（女）、姬鹏飞、张劲夫、张爱萍、吴学谦、王丙乾、宋平、宋健
- 秘书长：田纪云（兼任），后任命秘书长：陈俊生

### 第七届国务院（1988年4月至1993年3月）
- 总理：李鹏
- 副总理：姚依林、田纪云、吴学谦，后任命副总理：邹家华、朱镕基
- 国务委员：李铁映、秦基伟、王丙乾、宋健、王芳、邹家华、李贵鲜、陈希同、陈俊生，后任命國務委員：钱其琛
- 秘书长：陈俊生（兼任），后任命秘书长：羅幹

### 第八届国务院（1993年3月至1998年3月）
- 总理：李鹏
- 副总理：朱镕基、邹家华、钱其琛、李岚清，后任命副总理：吴邦国 、姜春云
- 国务委员：李铁映、迟浩田、宋健、李贵鲜、陈俊生、司马义·艾买提（维吾尔族）、彭珮雲（女）、羅幹
- 秘书长：羅幹（兼任）

### 第九届国务院（1998年3月至2003年3月）
- 总理：朱镕基
- 副总理：李岚清、钱其琛、吴邦国、温家宝
- 国务委员：迟浩田、羅幹、吴仪（女）、司马义·艾买提（维吾尔族）、王忠禹
- 秘书长：王忠禹（兼任）

### 第十届国务院（2003年3月至2008年3月）
- 总理：温家宝
- 副总理：黄菊（2007年6月2日病逝）、吴仪（女）、曾培炎、回良玉（回族）
- 国务委员：周永康、曹刚川、唐家璇、华建敏、陈至立（女）
- 秘书长：华建敏（兼任）

### 第十一届国务院（2008年3月至2013年3月）
- 总理：温家宝
- 副总理：李克强、回良玉（回族）、张德江、王岐山
- 国务委员：刘延东（女）、梁光烈、马凯、孟建柱、戴秉国（土家族）
- 秘书长：马凯（兼任）

### 第十二届国务院（2013年3月至2018年3月）
- 总理：李克强
- 副总理：张高丽、刘延东（女）、汪洋、马凯
- 国务委员：杨晶（蒙古族）（2018年2月撤职）、常万全、杨洁篪、郭声琨、王勇
- 秘书长：杨晶（兼任）（2018年2月撤职）

### 第十三届国务院（2018年3月至2023年3月）
- 总理：李克强
- 副总理：韩正、孙春兰（女）、胡春华、刘鹤
- 国务委员：魏凤和、王勇、王毅、肖捷、赵克志
- 秘书长：肖捷（兼）

### 第十四届国务院（2023年3月至2028年3月）
- 总理：李强
- 副总理：丁薛祥、何立峰、张国清、刘国中
- 国务委员：李尚福（2023年10月免职）、王小洪、吴政隆、谌贻琴（女，白族）、秦刚（2023年10月免职）
- 秘书长：吴政隆（兼）